# Arno Scheffler

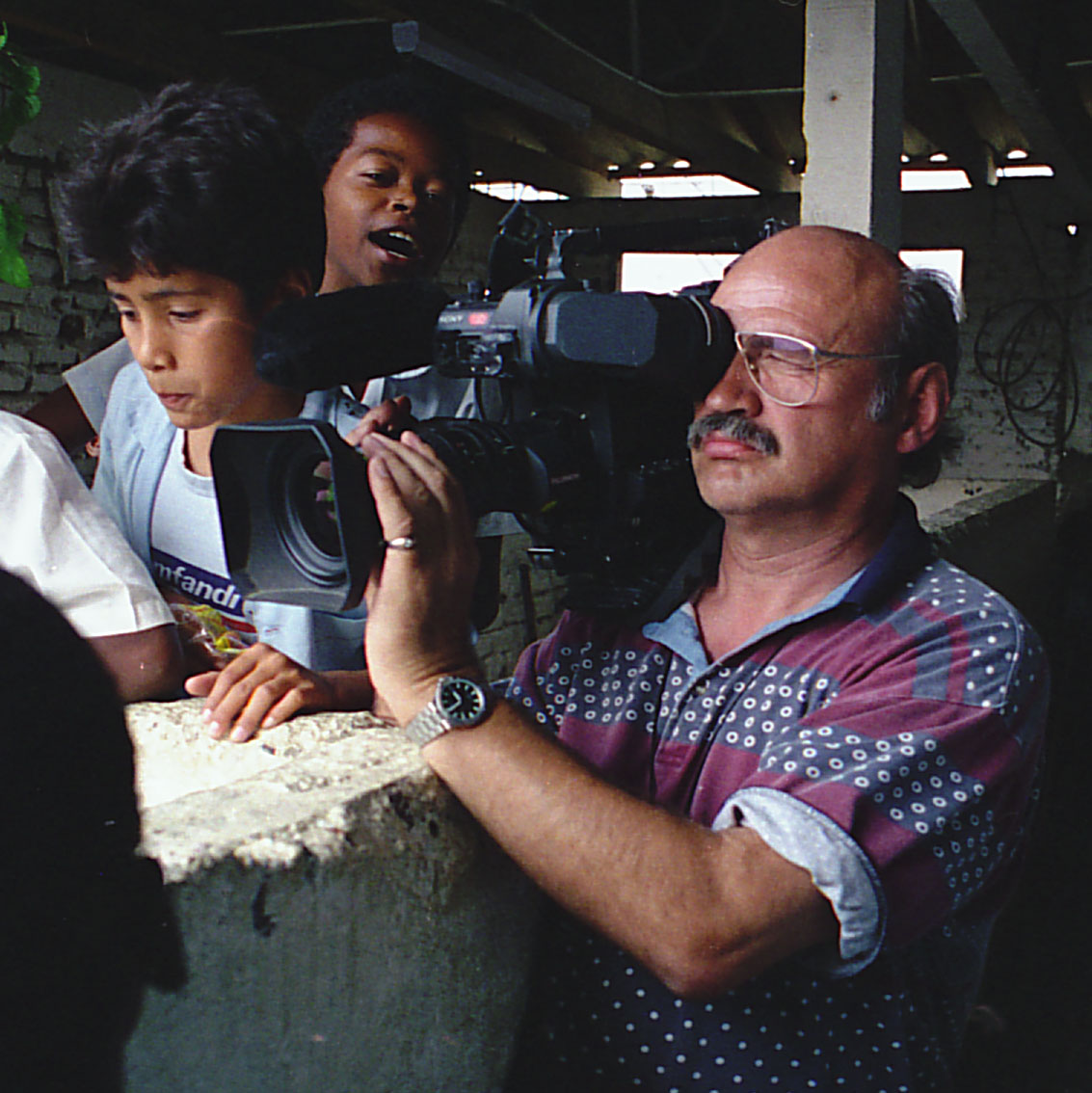
Arno Scheffler bei Dreharbeiten in Kolumbien (1995)

Arno Scheffler (* 1939 in Königsberg) ist ein deutscher Kameramann, der vorwiegend für das ZDF mit Schwerpunkt auf Reportage, Dokumentation, Dokumentarfilm gearbeitet hat. Mehrere seiner Filme wurden mit Fernsehpreisen ausgezeichnet. Er arbeitete mit Filmemachern wie Georg Stefan Troller, Hartmut Schoen, Gottfried Kirchner, Bodo Witzke. Mit Reinhold Messner realisierte er mehrere Bergfilme. Viele seiner Arbeiten entstanden in Regionen, in denen „Gewalt alltäglich“ ist oder in denen „extremste“ klimatische Verhältnisse herrschen.

## Leben
Nach der Flucht aus dem ostpreußischen Königsberg wuchs Scheffler zunächst in Hessen auf. In der Nähe von Aachen schloss er nach der Schulzeit eine Ausbildung zum Bergmann ab. Nach einem Berufsunfall machte er eine Umschulung zum Filmtechniker bei der Atlantik-Film in Hamburg und arbeitete für verschiedene Kopierwerke. 1963 begann er beim ZDF als Kameraassistent, wenige Jahre später wurde er Kameramann. Bei seinem ersten Einsatz in Bolivien dreht er, wie Militärs protestierende Indianer erschießen. Er arbeitete während seiner ZDF-Laufbahn mehrere Jahre in den ZDF Studios Caracas und Madrid, spezialisierte sich auf die Arbeit an längeren dokumentarischen Filmformaten.
Er drehte mehrfach an den Polen, z. T. während mehrmonatiger Expeditionen, bestieg mehrere Sechstausender, kreuzte die Beringstraße mit einem Kanu. Mit Georg Stefan Troller drehte er mehrere Personenbeschreibungen; für den Film mit Troller Guatemala – Land im Todesfieber (1994) bekam er den Kamerapreis. Für den Film Warum riskiert Alfred Welker sein Leben in Agua Blanca mit Bodo Witzke bekam er den Telestar (1997). In Zusammenhang mit der Verleihung des Telestars charakterisierte Witzke Arno Scheffler als einen „leidenschaftlichen Filmer“, der die Menschen vor der Kamera ernst nehme, dessen Engagement den „Ärmsten und Entrechteten“ gelte. Der Journalist Achim Schiff konstatierte, Scheffler würde die extremen Orte, an denen er drehe, nicht als „muskelstrotzender Abenteurer“ betreten, sondern als „Mitmensch, der die Orte ohne Sensationsgier“ aufsuche. Mehrere der von ihm gedrehte Filme wurden ausgezeichnet, wie z. B. Unter Mördern, Priestern und Vergessenen – deutsche Ärzte in Kolumbien (1993 Preis des Hartmannbundes).

## Arbeitsstil
Das Handwerk des Kameramanns erlernt Scheffler als Assistent bei szenischen Produktionen. Dort lernt er die Präszison des Studios in Kameraführung und im Lichtsetzen kennen. Höhepunkte seiner Arbeit werden aber später dokumentarische Filme, in denen er eine lebendige Reportagekamera authentisch und dennoch präzise unter oft schwierigen Umständen führt. Der Print-Journalist Andrian Kreye beschreibt den Drehstil für den Film Guatemala, Land im Todesfieber so:

„Endlich zeigt die Gewalt ihr Gesicht. An der Route 15, die durch Guatemala führt, steht eine Todesschwadron der Geheimpolizei G 2 am Straßenrand. Junge Burschen in Zivil, die ihre Maschinenpistolen lässig über die Schulter gehängt haben. Stolze Kerle in grünen Tarnjacken. Sie tragen amerikanische Sturmgewehre. Schräg auf dem Mittelstreifen steht ein Geländewagen, die Fahrertür offen. Daneben, als sei er direkt vom Sitz auf die Straße gefallen, ein zugedeckter Körper. ›Das Bild brauchen wir‹, ruft Georg Stefan Troller. ›Klappe – Ton – läuft‹, zischt Kameramann Arno Scheffler. Dann pirschen sie sich an den Posten, einen Burschen von vielleicht zwanzig Jahren, heran. Langsam fährt die Kamera am Gewehr des Postens entlang, bleibt auf seinem Gesicht stehen. [...] Im Straßengraben sieht Scheffler plötzlich eine zweite Leiche. Doch die Soldaten werfen hastig eine Plane über den Toten. Ein Offizier klettert die Böschung hinauf: ›Sigue! Sigue! Fuera de aqui!‹ brüllt er. Abhauen soll das Team, schauen, dass es weiterkommt. Arno Scheffler drängelt sich um die Soldaten herum, die ihm jetzt den Weg verstellen. Er versucht, wenigstens eine Sekunde lang die Leiche im Graben zu erwischen. Doch die Einstellung ist verloren. Als die Soldaten ihre Gewehre in Anschlag bringen, lässt Scheffler die Kamera sinken. ›Schon gut, wir gehen ja‹, ruft er auf spanisch. Dass er aus der Hüfte weiterdreht, merken die Soldaten nicht.“

## Filmografie (Auswahl)
- 1971: Cuba libre auf Eis mit Christoph Kaiser
- 1989: Wettlauf um den weißen Kontinent mit Peter K. Hertling
- 1989: ZDF-Reportage. Vater, warum schweigst Du? Deutsche Besatzungskinder und ihre norwegischen Kinder mit Thomas Euting
- 1990: Personenbeschreibung. Richard Gollub – Gift und Galle in Manhattan mit Georg Stefan Troller
- 1992: Guatemala, Land im Todesfieber mit Georg Stefan Troller
- 1992: Personenbeschreibung. Harold Brodky – das Leben ist ein Buch mit Georg Stefan Troller
- 1993: Unter Mördern Priestern und Vergessenen. Über deutsche Ärzte in Kolumbien mit Bodo Witzke
- 1994: 37 Grad. Jenseits der Schamgrenze. Ein Mädchen wird nach Deutschland verkauft mit Hartmut Schoen
- 1994: Abenteuer und Legenden. Wenn das Eis bricht mit Tina Radke
- 1994: Terra X: Die Geister vom Fluß der Gräber. Indianer-Magie in Kolumbien mit Gottfried Kirchner
- 1995: Terra X: Gletscher-Gold. Die Schatzkammer im Kaukasus mit Tina Radke
- 1996: Zündstoff. Risiko Elektrosmog? mit Bodo Witzke
- 1996: Warum riskiert Alfred Welker sein Leben in Agua Blanca mit Bodo Witzke
- 1997: ZDF-Reportage. So viele Tage hat man nicht mit Hans-Jürgen Haug
- 1997: ZDF-Reportage. Knochenjob auf dünnem Eis. Mit Klimaforchern in der Arktis mit Peter K. Hertling
- 1997: Witness – Zeugen des Terrors mit Bodo Witzke
- 1997: Wohnungen der Götter – Reise zum Heiligen Berg Kailash mit Reinhold Messner

## Auszeichnungen
- Deutscher Kamerapreis 1994 für die Reportage Guatemala, Land im Todesfieber (mit Georg Stefan Troller)[5]
- Telestar (1997) für die Kameraarbeit bei Warum riskiert Alfred Welker sein Leben in Agua Blanca (mit Bodo Witzke)
- Nominierung Deutscher Kamerapreis (1998) für die ZDF.reportage So viele Tage hat man nicht (mit Hans-Jürgen Haug)